# Олне сир Молдр
Олне сир Молдр (фр. Aulnay-sur-Mauldre) насеље је и општина у северном делу централне Француске у региону Париски регион, у департману Ивлен која припада префектури Мант ла Жоли.
По подацима из 2011. године у општини је живело 1156 становника, а густина насељености је износила 518,39 становника/km². Општина се простире на површини од 2,23 km². Налази се на средњој надморској висини од 35 метара (максималној 126 m, а минималној 22 m).

## Демографија
| 1962. | 1968. | 1975. | 1982. | 1990. | 1999. | 2011. |
| ----- | ----- | ----- | ----- | ----- | ----- | ----- |
| 541   | 521   | 585   | 959   | 1.026 | 1.105 | 1.156 |

График промене броја становника у току последњих година